# Wairarapa Moana
Wairarapa Moana (ang. Wairarapa Moana Wetlands) – obszar chroniony znajdujący się w Nowej Zelandii, w południowej części Wyspy Północnej, obejmujący jezioro Wairarapa oraz otaczające je tereny podmokłe.
W 2020 roku został wpisany na listę konwencji ramsarskiej. Od 2014 roku teren o łącznej powierzchni 13 300 ha, który oprócz mokradeł Wairarapa Moana obejmuje również odcinki rzeki Ruamahanga i jej dopływów, stanowi ostoję ptaków IBA organizacji BirdLife International.

## Charakterystyka

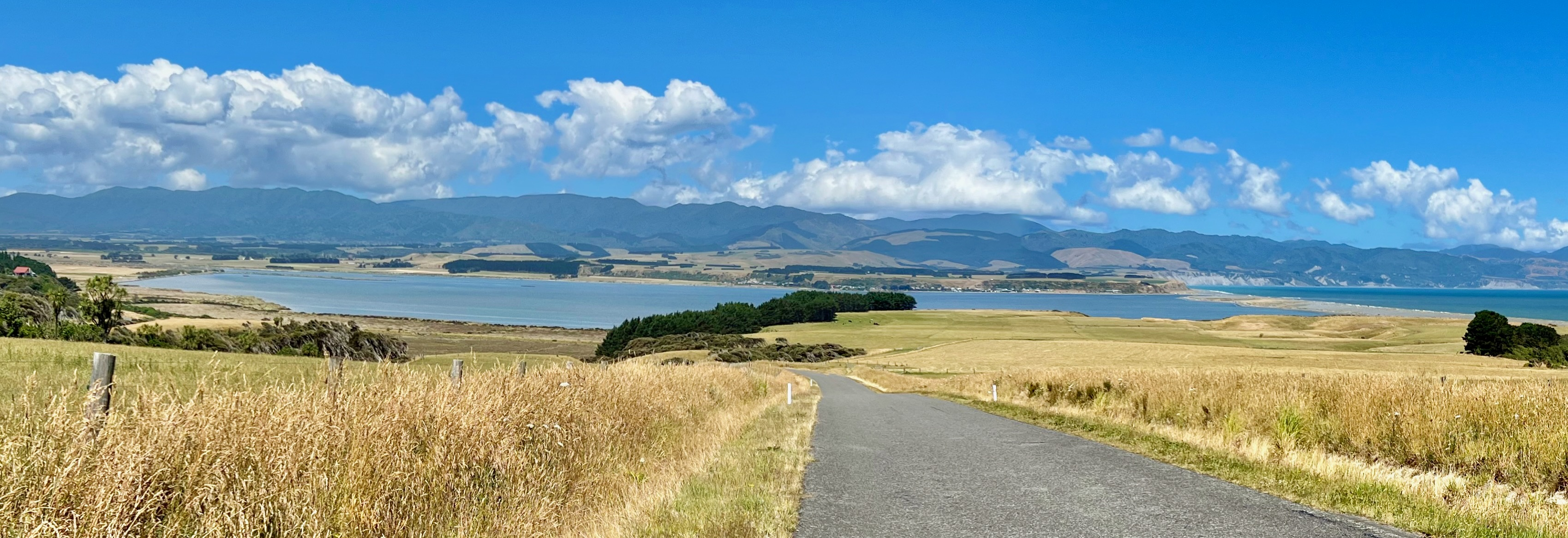
Lake Ōnoke (pośrodku) i Zatoka Pallisera (2024)

Wairarapa Moana jest największym obszarem bagiennym w południowej części Wyspy Północnej. Rozciąga się na długości ok. 30 km i obejmuje słodkowodne jezioro Wairarapa (trzecie co do wielkości jezioro Wyspy Północnej) wraz z otaczającymi je bagnami i mokradłami, słonawe jezioro Ōnoke o charakterze przybrzeżnej laguny, którą od Zatoki Pallisera (ang. Palliser Bay) oddziela żwirowa mierzeja, liczne rzeki i strumienie (w tym odcinek rzeki Ruamahanga łączącej oba jeziora), a także słone bagna przybrzeżne.
Określenie Wairarapa Moana oznacza w języku maoryskim „morze lśniącej wody” i był to obszar, który został zasiedlony przez Maorysów ok. 800 lat temu jako jeden z pierwszych na wyspie. Jest to teren o dużym znaczeniu kulturowym i duchowym dla tego ludu, bowiem bogate zasoby ryb – zwłaszcza słodkowodnych węgorzy – oraz ptactwa wodnego zapewniały obfite zbiory pożywienia (maor. mahinga kai).

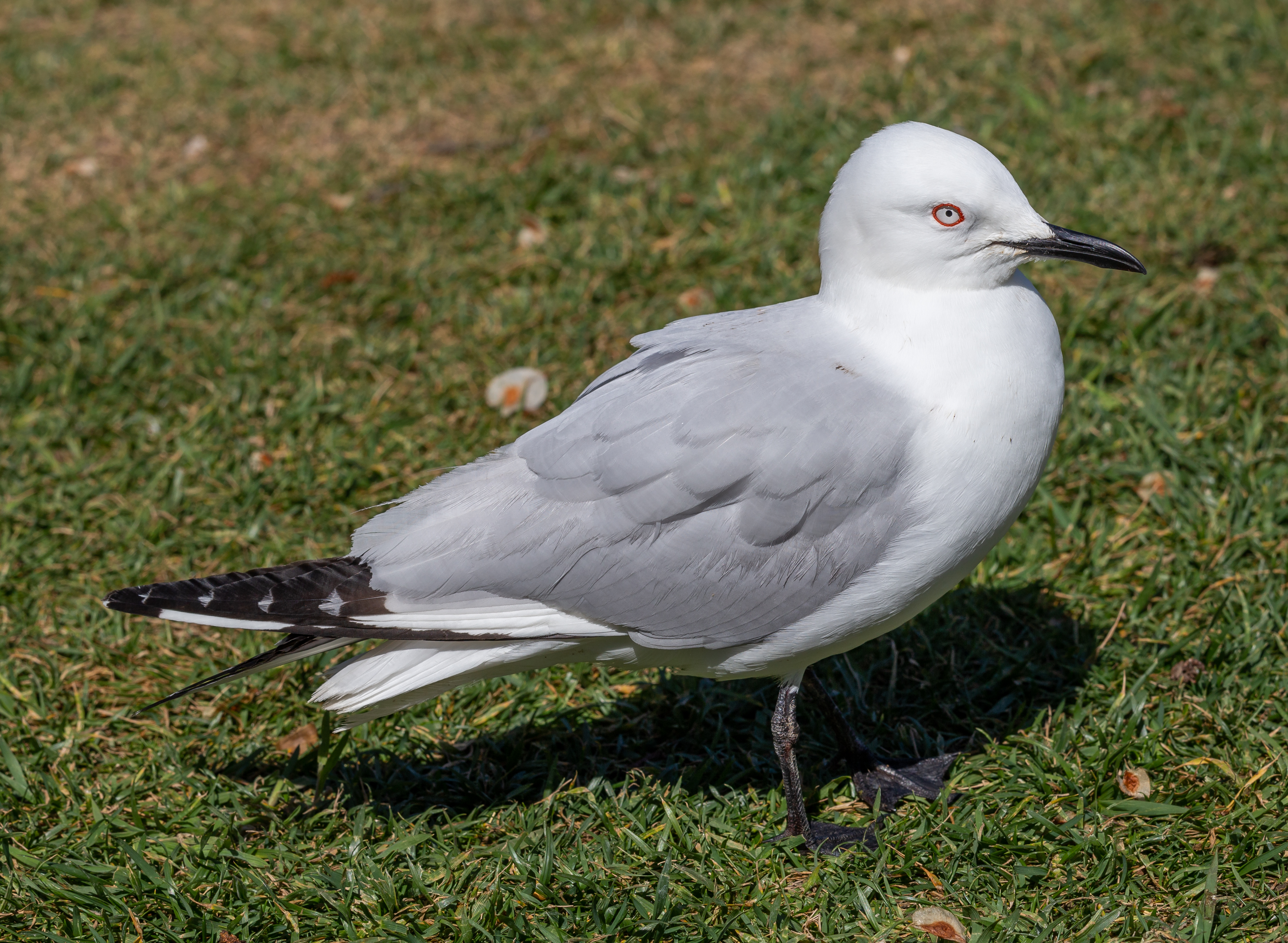
Mewa czarnodzioba w Ogrodzie Botanicznym w Christchurch (2020)

Jezioro Wairarapa zostało po raz pierwszy objęte ochroną w 1989 roku na mocy National Water Conservation (Lake Wairarapa) Order 1989. Wkrótce potem uznano duchowe i kulturowe znaczenie terenów podmokłych jeziora dla Maorysów, a w 2000 roku opracowano plan ich ochrony. W 2008 roku powołano Wairarapa Moana Wetlands Project, w ramach którego lokalne samorządy, organizacje oraz rdzenna ludność współpracują celem ochrony i renaturalizacji tego terenu.
Współcześnie obszarem chronionym zarządza nowozelandzki Department of Conservation (maor. Te Papa Atawhai), rada regionu Wellington, rada dystryktu South Wairarapa oraz przedstawiciele trzech maoryskich iwi („plemion”) zamieszkujących ten teren: Ngāti Kahungunu ki Wairarapa, Rangitāne o Wairarapa i Rangitāne o Tamaki Nui-ā-Rua.
Do zagrożeń dla mokradeł Wairarapa Moana oraz jezior Wairarapa i Ōnoke zalicza się spływy nawozów z okolicznych pól uprawnych skutkujące eutrofizacją wód, wkraczanie na ten obszar gatunków inwazyjnych, które wypierają przedstawicieli rodzimej flory i fauny oraz trzęsienia ziemi.
W 2020 roku mokradła zostały wpisany na listę konwencji ramsarskiej. Od 2014 roku teren o łącznej powierzchni 13 300 ha, który oprócz mokradeł Wairarapa Moana obejmuje również odcinki rzeki Ruamahanga i jej dopływów, stanowi ostoję ptaków IBA organizacji BirdLife International.

## Fauna

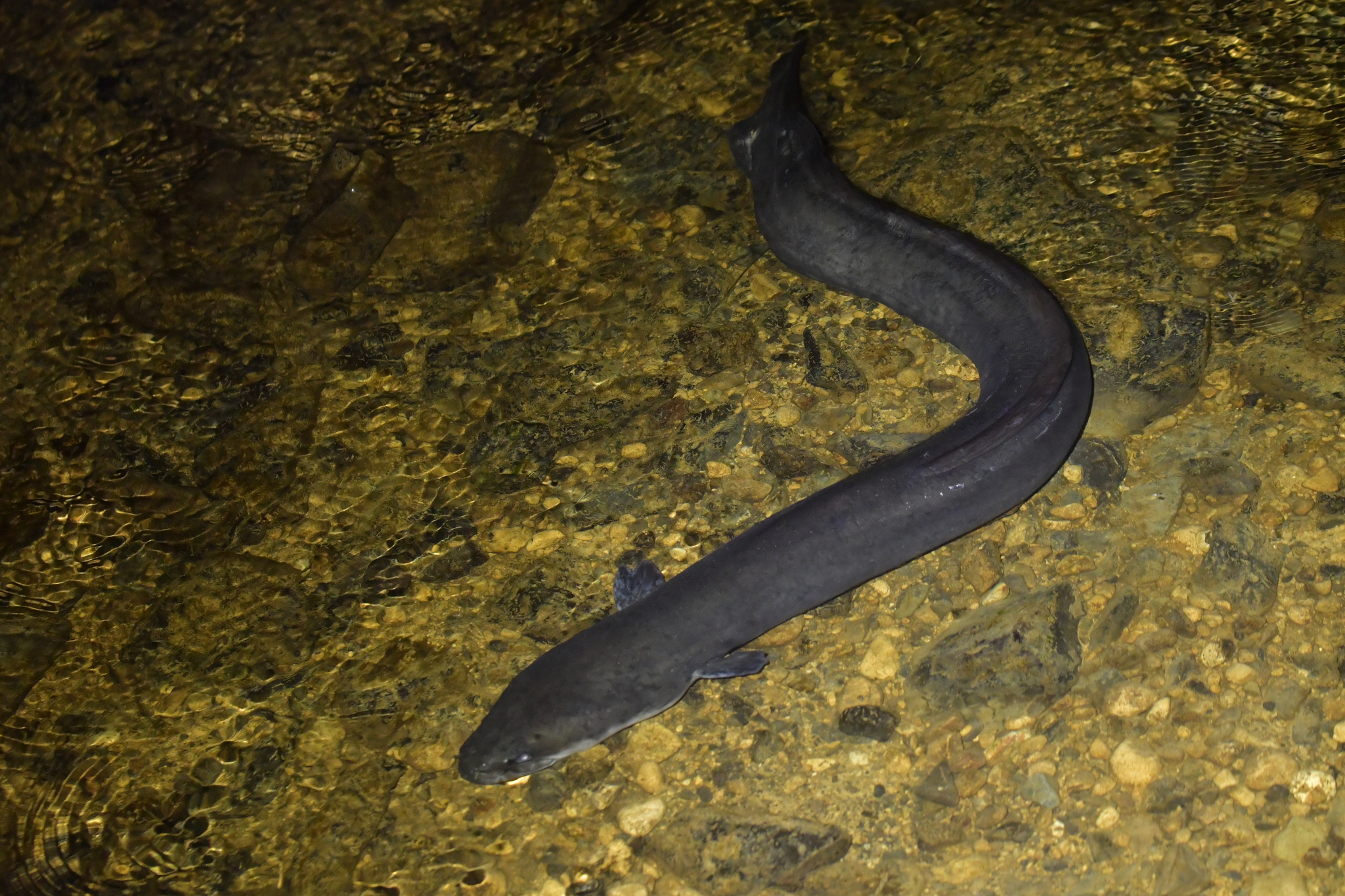
Węgorz nowozelandzki (2023)

Na obszarze mokradeł Wairarapa Moana występuje ponad 50 rzadkich i zagrożonych gatunków roślin i zwierząt. Zarejestrowano tu występowanie ponad 100 gatunków ptaków, co odpowiada 23% awifauny całej Nowej Zelandii, podczas gdy Wairarapa Moana zajmuje jedynie 0,03% powierzchni tego kraju. Gniazduje tu bliska zagrożenia mewa czarnodzioba (Chroicocephalus bulleri), natomiast skrętodziób (Anarhynchus frontalis) oraz krytycznie zagrożone wyginięciem sieweczka nowozelandzka (Anarhynchus obscurus) i szczudłak czarny (Himantopus novaezelandiae) są gatunkami okazjonalnie zalatującymi. Żyje tu również rybitwa czarnoczelna (Chlidonias albostriatus), bąk australijski (Botaurus poiciloptilus), perkoz maoryski (Poliocephalus rufopectus), biegus wielki (Calidris tenuirostris) i rycyk (Limosa limosa).
Zagrożoną wyginięciem ichtiofaunę reprezentują m.in. węgorz nowozelandzki (Anguilla dieffenbachii) oraz Galaxias argenteus, Galaxias postvectis, Gobiomorphus hubbsi, Neochanna apoda i Cheimarrichthys fosteri. Poza nimi występują też aldrycheta (Aldrichetta forsteri), Rhombosolea leporina, aripis (Arripis trutta), Grahamina nigripenne oraz Leptoscopus macropygus. Tereny bagienne zamieszkują ważne z punktu widzenia bioróżnorodności bezkręgowce, m.in. małż Echyridella menziesii, krab Hemigrapsus crenulatus, krewetka Paratya curvirostris oraz endemiczne dla Nowej Zelandii lasonogi z rodzaju Tenagomysis i rakowce z rodzaju Paranephrops znane powszechnie pod maoryską nazwą kōura. Żyje tu również rzadki gatunek endemicznego pająka katipo (Latrodectus katipo) oraz ćma Notoreas perornata.

## Flora

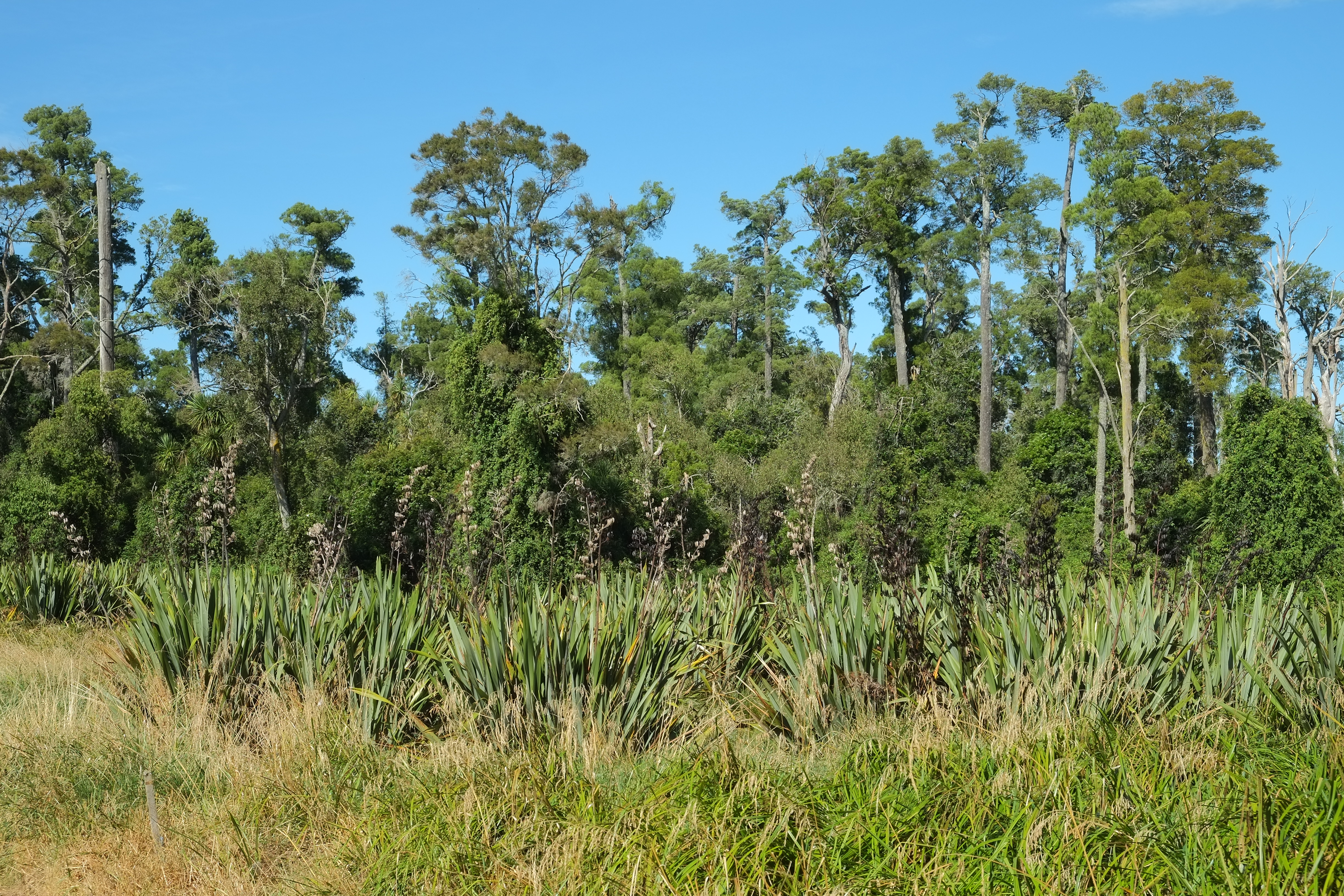
Drzewa Dacrycarpus dacrydioides w dolinie rzeki Ruamahanga (2021)

Na terenie Wairarapa Moana występuje również duża różnorodność roślin, w tym nowozelandzkich gatunków endemicznych, do których należy m.in. turzyca Carex cirrhosa, grubosz Crassula ruamahanga, sitniczka Isolepis basilaris i jaskier Ranunculus limosella, a także Pterostylis micromega, Lobelia carens, Leptinella tenella, Centipeda aotearoana oraz roślina pasożytnicza Korthalsella salicornioides. Rośnie tu również rzadka trawa bagienna Amphibromus fluitans oraz wiechlina Poa labillardierei, zaś spośród drzew wyróżniają się kordylina australijska (Cordyline australis), Dacrycarpus dacrydioides (maor. kahikatea), zastrzalin totara (Podocarpus totara) oraz gatunki z rodzaju Plagianthus, Hoheria i Sophora (maor. kōwhai), które są pozostałościami po rozległych lasach niegdyś porastających wyspę.